# Trentino Volley w europejskich pucharach

## Puchar Top Teams w piłce siatkowej mężczyzn (2004/2005)
| Data       | Miejsce | Przeciwnik                 | Wynik                            | Runda               |
| ---------- | ------- | -------------------------- | -------------------------------- | ------------------- |
| 22.10.2004 | Trydent | Anorthosis Famagusta       | 3:0 (25:16, 25:16, 25:14)        | Faza kwalifikacyjna |
| 23.10.2004 | Trydent | VC Strassen                | 3:0 (25:20, 25:18, 25:21)        | Faza kwalifikacyjna |
| 24.10.2004 | Trydent | ORTEC Rotterdam.Nesselande | 1:3 (17:25, 21:25, 25:22, 18:25) | Faza kwalifikacyjna |

## Liga Mistrzów w piłce siatkowej (2008/2009)
| Data       | Miejsce           | Przeciwnik                 | Wynik                                  | Runda        |
| ---------- | ----------------- | -------------------------- | -------------------------------------- | ------------ |
| 04.11.2008 | Trydent           | ACH Volley Bled            | 3:0 (25:17, 25:18, 25:20)              | Faza grupowa |
| 11.11.2008 | Beauvais          | Beauvais Oise UC           | 3:0 (25:19, 25:16, 25:17)              | Faza grupowa |
| 10.12.2008 | Trydent           | aon hotVolleys Wiedeń      | 3:0 (25:18, 25:17, 25:17)              | Faza grupowa |
| 16.12.2008 | Wiedeń            | aon hotVolleys Wiedeń      | 3:2 (31:29, 25:23, 18:25, 23:25, 15:9) | Faza grupowa |
| 14.01.2009 | Trydent           | Beauvais Oise UC           | 3:0 (25:20, 25:17, 25:19)              | Faza grupowa |
| 21.01.2009 | Lublana           | ACH Volley Bled            | 3:1 (25:17, 23:25, 25:20, 25:23)       | Faza grupowa |
| 10.02.2009 | Palma de Mallorca | CV Pòrtol                  | 3:0 (25:17, 25:20, 25:18)              | 1/12 finału  |
| 18.02.2009 | Trydent           | CV Pòrtol                  | 3:0 (25:13, 25:14, 25:19)              | 1/12 finału  |
| 04.03.2009 | Częstochowa       | AZS Częstochowa            | 3:1 (22:25, 25:21, 25:17, 25:18)       | 1/6 finału   |
| 11.03.2009 | Trydent           | AZS Częstochowa            | 3:0 (25:19, 25:14, 25:12)              | 1/6 finału   |
| 04.04.2009 | Praga             | Lube Banca Marche Macerata | 3:0 (25:21, 25:19, 25:23)              | Półfinał     |
| 05.04.2009 | Praga             | Iraklis Saloniki           | 3:1 (25:12, 21:25, 26:24, 25:22)       | Finał        |

## Liga Mistrzów w piłce siatkowej (2009/2010)
| Data       | Miejsce              | Przeciwnik                    | Wynik                                   | Runda        |
| ---------- | -------------------- | ----------------------------- | --------------------------------------- | ------------ |
| 02.12.2009 | Pireus               | Olympiakos Pireus             | 3:2 (26:28, 19:25, 25:18, 25:22, 15:9)  | Faza grupowa |
| 10.12.2009 | Trydent              | VK Jihostroj České Budějovice | 3:0 (25:14, 25:19, 25:20)               | Faza grupowa |
| 16.12.2009 | Trydent              | Dinamo Moskwa                 | 3:0 (25:18, 25:23, 25:11)               | Faza grupowa |
| 05.01.2010 | Moskwa               | Dinamo Moskwa                 | 1:3 (25:23, 21:25, 21:25, 17:25)        | Faza grupowa |
| 13.01.2010 | Czeskie Budziejowice | VK Jihostroj České Budějovice | 3:1 (25:22, 25:18, 23:25, 25:20)        | Faza grupowa |
| 20.01.2010 | Trydent              | Olympiakos Pireus             | 2:3 (23:25, 25:14, 21:25, 25:23, 13:15) | Faza grupowa |
| 09.02.2010 | Trydent              | Knack Randstad Roeselare      | 3:1 (25:19, 21:25, 25:18, 25:22)        | 1/12 finału  |
| 17.02.2010 | Roeselare            | Knack Randstad Roeselare      | 3:1 (28:26, 18:25, 25:21, 25:14)        | 1/12 finału  |
| 03.03.2010 | Trydent              | Asseco Resovia Rzeszów        | 3:0 (27:25, 25:18, 25:17)               | 1/6 finału   |
| 09.03.2010 | Rzeszów              | Asseco Resovia Rzeszów        | 3:1 (25:18, 26:28, 25:21, 25:18)        | 1/6 finału   |
| 01.05.2010 | Łódź                 | ACH Volley Lublana            | 3:1 (25:13, 23:25, 25:21, 25:17)        | Półfinał     |
| 02.05.2010 | Łódź                 | Dinamo Moskwa                 | 3:0 (25:12, 25:20, 25:21)               | Finał        |

## Liga Mistrzów w piłce siatkowej (2010/2011)
| Data       | Miejsce         | Przeciwnik          | Wynik                                   | Runda        |
| ---------- | --------------- | ------------------- | --------------------------------------- | ------------ |
| 17.11.2010 | Trydent         | VfB Friedrichshafen | 3:2 (18:25, 25:18, 23:25, 25:22, 15:10) | Faza grupowa |
| 24.11.2010 | Łódź            | PGE Skra Bełchatów  | 0:3 (29:31, 18:25, 22:25)               | Faza grupowa |
| 08.12.2010 | Zalău           | Remat Zalău         | 3:0 (25:15, 25:14, 25:20)               | Faza grupowa |
| 13.12.2010 | Trydent         | Remat Zalău         | 3:0 (25:18, 25:22, 25:23)               | Faza grupowa |
| 05.01.2011 | Trydent         | PGE Skra Bełchatów  | 3:1 (25:23, 25:23, 21:25, 25:16)        | Faza grupowa |
| 12.01.2011 | Friedrichshafen | VfB Friedrichshafen | 2:3 (25:23, 20:25, 25:22, 19:25, 10:15) | Faza grupowa |
| 26.03.2011 | Bolzano         | Jastrzębski Węgiel  | 3:0 (25:16, 27:25, 25:22)               | Półfinał     |
| 27.03.2011 | Bolzano         | Zenit Kazań         | 3:1 (25:17, 20:25, 25:23, 25:20)        | Finał        |

## Liga Mistrzów w piłce siatkowej (2011/2012)
| Data       | Miejsce          | Przeciwnik                 | Wynik                                   | Runda             |
| ---------- | ---------------- | -------------------------- | --------------------------------------- | ----------------- |
| 20.10.2011 | Trydent          | Club Voleibol Teruel       | 3:0 (25:22, 26:24, 25:14)               | Faza grupowa      |
| 25.10.2011 | Belgrad          | OK Partizan Belgrad        | 3:0 (25:18, 25:14, 25:19)               | Faza grupowa      |
| 14.12.2011 | Trydent          | ZAKSA Kędzierzyn-Koźle     | 2:3 (23:25, 17:25, 25:23, 26:24, 17:19) | Faza grupowa      |
| 22.12.2011 | Kędzierzyn-Koźle | ZAKSA Kędzierzyn-Koźle     | 3:0 (25:20, 25:21, 25:9)                | Faza grupowa      |
| 11.01.2012 | Trydent          | OK Partizan Belgrad        | 3:0 (25:16, 25:20, 25:20)               | Faza grupowa      |
| 18.01.2012 | Teruel           | Club Voleibol Teruel       | 3:0 (25:22, 25:16, 25:20)               | Faza grupowa      |
| 31.01.2012 | Maaseik          | Noliko Maaseik             | 3:1 (25:18, 25:22, 22:25, 25:18)        | 1/12 finału       |
| 08.02.2012 | Trydent          | Noliko Maaseik             | 3:1 (25:20, 23:25, 25:21, 25:15)        | 1/12 finału       |
| 22.02.2012 | Macerata         | Lube Banca Marche Macerata | 2:3 (16:25, 25:19, 25:18, 22:25, 12:15) | 1/6 finału        |
| 01.03.2012 | Trydent          | Lube Banca Marche Macerata | 3:0 (25:16, 25:22, 25:21, (15:9))       | 1/6 finału        |
| 17.03.2012 | Łódź             | Zenit Kazań                | 1:3 (25:18, 23:25, 23:25, 17:25)        | Półfinał          |
| 18.03.2012 | Łódź             | Arkas Spor Izmir           | 3:0 (25:20, 25:19, 25:19)               | Mecz o 3. miejsce |

## Liga Mistrzów w piłce siatkowej (2012/2013)
| Data       | Miejsce          | Przeciwnik             | Wynik                                   | Runda        |
| ---------- | ---------------- | ---------------------- | --------------------------------------- | ------------ |
| 25.10.2012 | Trydent          | Crvena zvezda Belgrad  | 3:0 (25:18, 25:17, 25:20)               | Faza grupowa |
| 01.11.2012 | Tours            | Tours VB               | 3:0 (25:19, 25:16, 25:23)               | Faza grupowa |
| 14.11.2012 | Trydent          | ZAKSA Kędzierzyn-Koźle | 3:0 (25:22, 25:22, 25:22)               | Faza grupowa |
| 21.11.2012 | Kędzierzyn-Koźle | ZAKSA Kędzierzyn-Koźle | 3:1 (26:24, 25:15, 16:25, 25:23)        | Faza grupowa |
| 05.12.2012 | Trydent          | Tours VB               | 3:0 (25:23, 25:21, 25:16)               | Faza grupowa |
| 12.12.2012 | Belgrad          | Crvena zvezda Belgrad  | 3:1 (25:18, 25:19, 23:25, 25:23)        | Faza grupowa |
| 15.01.2013 | Moskwa           | Dinamo Moskwa          | 2:3 (21:25, 23:25, 25:20, 25:17, 12:15) | 1/12 finału  |
| 23.01.2013 | Trydent          | Dinamo Moskwa          | 3:0 (25:19, 25:18, 25:12, (12:15))      | 1/12 finału  |

## Liga Mistrzów w piłce siatkowej (2013/2014)
| Data       | Miejsce   | Przeciwnik               | Wynik                            | Runda        |
| ---------- | --------- | ------------------------ | -------------------------------- | ------------ |
| 23.10.2013 | Trydent   | Berlin Recycling Volleys | 3:1 (25:20, 21:25, 29:27, 25:21) | Faza grupowa |
| 30.10.2013 | Trydent   | PV Lugano                | 3:0 (25:16, 25:15, 25:23)        | Faza grupowa |
| 06.11.2013 | Izmir     | Arkas Spor Izmir         | 3:0 (25:15, 25:21, 25:13)        | Faza grupowa |
| 04.12.2013 | Trydent   | Arkas Spor Izmir         | 3:0 (25:21, 26:24, 25:15)        | Faza grupowa |
| 10.12.2013 | Lugano    | PV Lugano                | 3:0 (25:16, 25:12, 25:15)        | Faza grupowa |
| 18.12.2013 | Berlin    | Berlin Recycling Volleys | 0:3 (16:25, 18:25, 19:25)        | Faza grupowa |
| 14.01.2014 | Maaseik   | Noliko Maaseik           | 3:1 (22:25, 25:15, 26:24, 25:18) | 1/12 finału  |
| 22.01.2014 | Trydent   | Noliko Maaseik           | 3:1 (25:23, 25:19, 26:28, 25:23) | 1/12 finału  |
| 05.02.2014 | Biełgorod | Biełogorje Biełgorod     | 0:3 (20:25, 20:25, 18:25)        | 1/6 finału   |
| 13.02.2014 | Trydent   | Biełogorje Biełgorod     | 0:3 (15:25, 20:25, 22:25)        | 1/6 finału   |

## Puchar CEV w piłce siatkowej mężczyzn (2014/2015)
| Data       | Miejsce          | Przeciwnik             | Wynik                                     | Runda           |
| ---------- | ---------------- | ---------------------- | ----------------------------------------- | --------------- |
| 04.11.2014 | Nowy Sad         | Vojvodina Nowy Sad     | 3:1 (22:25, 25:21, 26:24, 25:18)          | 1/16 finału     |
| 19.11.2014 | Trydent          | Vojvodina Nowy Sad     | 3:0 (25:23, 31:29, 25:20)                 | 1/16 finału     |
| 04.12.2014 | Tel Awiw-Jafa    | Maccabi Tel Awiw       | 3:0 (25:16, 25:12, 25:20)                 | 1/8 finału      |
| 17.12.2014 | Trydent          | Maccabi Tel Awiw       | 3:0 (25:15, 25:13, 25:16)                 | 1/8 finału      |
| 13.01.2015 | Krajowa          | SCMU Craiova           | 3:0 (27:25, 25:22, 25:19)                 | 1/4 finału      |
| 22.01.2015 | Trydent          | SCMU Craiova           | 3:1 (25:15, 25:16, 20:25, 25:15)          | 1/4 finału      |
| 05.03.2015 | Trydent          | Knack Roeselare        | 3:2 (25:22, 25:18, 19:25, 24:26, 15:11)   | Runda Challenge |
| 11.03.2015 | Roeselare        | Knack Roeselare        | 3:2 (25:16, 17:25, 19:25, 25:20, 15:6)    | Runda Challenge |
| 24.03.2015 | Kędzierzyn-Koźle | ZAKSA Kędzierzyn-Koźle | 3:2 (25:20, 21:25, 25:23, 25:27, 19:17)   | Półfinał        |
| 28.03.2015 | Trydent          | ZAKSA Kędzierzyn-Koźle | 3:1 (25:17, 23:25, 25:22, 25:18)          | Półfinał        |
| 07.04.2015 | Trydent          | Dinamo Moskwa          | 1:3 (23:25, 25:23, 22:25, 21:25)          | Finał           |
| 11.04.2015 | Moskwa           | Dinamo Moskwa          | 3:1 (25:27, 25:19, 25:17, 26:24, (12:15)) | Finał           |

## Liga Mistrzów w piłce siatkowej (2015/2016)
| Data       | Miejsce   | Przeciwnik                 | Wynik                                   | Runda        |
| ---------- | --------- | -------------------------- | --------------------------------------- | ------------ |
| 05.11.2015 | Trydent   | Noliko Maaseik             | 3:0 (25:18, 25:19, 25:21)               | Faza grupowa |
| 18.11.2015 | Saloniki  | PAOK Saloniki              | 3:1 (25:22, 18:25, 25:21, 25:13)        | Faza grupowa |
| 02.12.2015 | Trydent   | Tours VB                   | 3:0 (25:10, 25:20, 26:24)               | Faza grupowa |
| 16.12.2015 | Tours     | Tours VB                   | 2:3 (25:18, 21:25, 25:27, 25:22, 10:15) | Faza grupowa |
| 19.01.2016 | Trydent   | PAOK Saloniki              | 3:0 (25:18, 25:20, 27:25)               | Faza grupowa |
| 26.01.2016 | Maaseik   | Noliko Maaseik             | 3:0 (25:21, 25:10, 25:21)               | Faza grupowa |
| 17.02.2016 | Maaseik   | VC Lennik                  | 3:2 (23:25, 25:17, 25:22, 21:25, 15:13) | 1/12 finału  |
| 03.03.2016 | Trydent   | VC Lennik                  | 3:0 (25:18, 25:23, 25:19)               | 1/12 finału  |
| 17.03.2016 | Trydent   | Biełogorje Biełgorod       | 3:0 (25:20, 25:17, 28:26)               | 1/6 finału   |
| 22.03.2016 | Biełgorod | Biełogorje Biełgorod       | 3:2 (25:17, 21:25, 25:23, 22:25, 16:14) | 1/6 finału   |
| 16.04.2016 | Kraków    | Lube Banca Marche Macerata | 3:0 (25:19, 25:20, 25:18)               | Półfinał     |
| 17.04.2016 | Kraków    | Zenit Kazań                | 2:3 (25:23, 25:22, 17:25, 25:27, 13:15) | Finał        |

## Puchar CEV w piłce siatkowej mężczyzn (2016/2017)
| Data       | Miejsce   | Przeciwnik          | Wynik                                     | Runda       |
| ---------- | --------- | ------------------- | ----------------------------------------- | ----------- |
| 05.01.2017 | Loimaa    | Hurrikaani-Loimaa   | 3:0 (25:16, 25:21, 25:20)                 | 1/16 finału |
| 18.01.2017 | Trydent   | Hurrikaani-Loimaa   | 3:0 (25:18, 25:19, 25:19)                 | 1/16 finału |
| 02.02.2017 | Sastamala | Vammalan Lentopallo | 3:0 (25:23, 30:28, 25:18)                 | 1/8 finału  |
| 15.02.2017 | Trydent   | Vammalan Lentopallo | 3:1 (22:25, 30:28, 25:12, 25:20)          | 1/8 finału  |
| 01.03.2017 | Piacenza  | LPR Volley Piacenza | 3:0 (25:19, 25:23, 25:21)                 | 1/4 finału  |
| 15.03.2017 | Trydent   | LPR Volley Piacenza | 3:1 (25:20, 25:22, 22:25, 25:15)          | 1/4 finału  |
| 12.04.2017 | Trydent   | Tours VB            | 3:0 (25:14, 25:19, 25:17)                 | Finał       |
| 15.04.2017 | Tours     | Tours VB            | 1:3 (29:31, 25:22, 22:25, 23:25, (13:15)) | Finał       |

## Liga Mistrzów w piłce siatkowej (2017/2018)
| Data       | Miejsce           | Przeciwnik             | Wynik                                   | Runda        |
| ---------- | ----------------- | ---------------------- | --------------------------------------- | ------------ |
| 05.12.2017 | Maaseik           | Noliko Maaseik         | 3:1 (25:17, 25:23, 23:25, 25:17)        | Faza grupowa |
| 20.12.2017 | Kędzierzyn-Koźle  | ZAKSA Kędzierzyn-Koźle | 2:3 (25:18, 26:24, 23:25, 16:25, 12:15) | Faza grupowa |
| 18.01.2018 | Trydent           | Arkas Spor Izmir       | 3:0 (25:22, 26:24, 25:17)               | Faza grupowa |
| 01.02.2018 | Izmir             | Arkas Spor Izmir       | 3:1 (22:25, 25:9, 25:17, 25:17)         | Faza grupowa |
| 14.02.2018 | Trydent           | ZAKSA Kędzierzyn-Koźle | 2:3 (25:23, 22:25, 25:27, 25:21, 15:17) | Faza grupowa |
| 28.02.2018 | Trydent           | Noliko Maaseik         | 3:1 (25:16, 29:27, 24:26, 26:24)        | Faza grupowa |
| 14.03.2018 | Chaumont          | Chaumont VB 52         | 2:3 (25:17, 22:25, 20:25, 25:21, 10:15) | 1/12 finału  |
| 20.03.2018 | Trydent           | Chaumont VB 52         | 3:0 (26:24, 25:23, 27:25)               | 1/12 finału  |
| 04.04.2018 | Civitanova Marche | Cucine Lube Civitanova | 1:3 (22:25, 25:23, 19:25, 26:28)        | 1/6 finału   |
| 11.04.2018 | Trydent           | Cucine Lube Civitanova | 2:3 (19:25, 21:25, 25:20, 27:25, 15:17) | 1/6 finału   |

## Puchar CEV w piłce siatkowej mężczyzn (2018/2019)
| Data       | Miejsce  | Przeciwnik                      | Wynik                                  | Runda       |
| ---------- | -------- | ------------------------------- | -------------------------------------- | ----------- |
| 21.11.2018 | Lozanna  | Lausanne UC                     | 3:0 (25:18, 25:14, 25:20)              | 1/16 finału |
| 06.12.2018 | Trydent  | Lausanne UC                     | 3:0 (25:22, 25:20, 25:17)              | 1/16 finału |
| 20.12.2018 | Trydent  | Hypo Tirol Alpenvolleys Haching | 3:0 (25:16, 25:19, 25:21)              | 1/8 finału  |
| 16.01.2019 | Trydent  | Hypo Tirol Alpenvolleys Haching | 3:1 (20:25, 25:20, 25:20, 25:19)       | 1/8 finału  |
| 30.01.2019 | Amriswil | Volley Amriswil                 | 3:0 (25:21, 25:19, 25:20)              | 1/4 finału  |
| 13.02.2019 | Trydent  | Volley Amriswil                 | 3:0 (25:22, 25:13, 25:16)              | 1/4 finału  |
| 26.02.2019 | Pireus   | Olympiakos Pireus               | 3:0 (25:17, 25:19, 26:24)              | 1/2 finału  |
| 05.03.2019 | Trydent  | Olympiakos Pireus               | 3:1 (25:19, 25:19, 17:25, 25:17)       | 1/2 finału  |
| 19.03.2019 | Trydent  | Galatasaray SK                  | 3:0 (25:15, 25:15, 25:20)              | Finał       |
| 26.03.2019 | Stambuł  | Galatasaray SK                  | 3:2 (22:25, 21:25, 25:16, 25:16, 15:5) | Finał       |

## Liga Mistrzów w piłce siatkowej (2019/2020)
| Data       | Miejsce              | Przeciwnik                    | Wynik                                   | Runda        |
| ---------- | -------------------- | ----------------------------- | --------------------------------------- | ------------ |
| 12.12.2019 | Trydent              | Fenerbahçe HDI Sigorta        | 3:2 (21:25, 23:25, 25:18, 25:17, 16:14) | Faza grupowa |
| 19.12.2019 | Trydent              | VK Jihostroj České Budějovice | 3:0 (25:11, 25:16, 25:21)               | Faza grupowa |
| 26.01.2020 | Civitanova Marche    | Cucine Lube Civitanova        | 0:3 (21:25, 18:25, 15:25)               | Faza grupowa |
| 30.01.2020 | Stambuł              | Fenerbahçe HDI Sigorta        | 3:1 (17:25, 25:22, 29:27, 25:20)        | Faza grupowa |
| 13.02.2020 | Trydent              | Cucine Lube Civitanova        | 1:3 (26:24, 29:31, 17:25, 22:25)        | Faza grupowa |
| 19.02.2020 | Czeskie Budziejowice | VK Jihostroj České Budějovice | 3:2 (21:25, 22:25, 25:15, 25:22, 15:11) | Faza grupowa |
|            | Trydent              | Jastrzębski Węgiel            |                                         | Ćwierćfinał  |
|            | Jastrzębie-Zdrój     | Jastrzębski Węgiel            |                                         | Ćwierćfinał  |

## Liga Mistrzów w piłce siatkowej (2020/2021)
| Data       | Miejsce         | Przeciwnik                         | Wynik                                  | Runda        |
| ---------- | --------------- | ---------------------------------- | -------------------------------------- | ------------ |
| 01.12.2020 | Trydent         | Lokomotiw Nowosybirsk              | 3:2 (21:25, 23:25, 25:23, 25:23, 15:2) | Faza grupowa |
| 02.12.2020 | Trydent         | VK ČEZ Karlovarsko                 | 3:1 (19:25, 25:18, 25:18, 25:20)       | Faza grupowa |
| 03.12.2020 | Trydent         | VfB Friedrichshafen                | 3:0 (25:19, 25:18, 25:18)              | Faza grupowa |
| 09.02.2021 | Friedrichshafen | Lokomotiw Nowosybirsk              | 3:0 (25:19, 25:20, 25:15)              | Faza grupowa |
| 10.02.2021 | Friedrichshafen | VK ČEZ Karlovarsko                 | 3:1 (25:22, 23:25, 25:20, 25:22)       | Faza grupowa |
| 11.02.2021 | Friedrichshafen | VfB Friedrichshafen                | 3:0 (25:0, 25:0, 25:0)                 | Faza grupowa |
| 25.02.2021 | Berlin          | Berlin Recycling Volleys           | 3:1 (25:19, 25:23, 26:28, 25:17)       | Ćwierćfinał  |
| 04.03.2021 | Trydent         | Berlin Recycling Volleys           | 3:0 (25:22, 25:21, 25:14)              | Ćwierćfinał  |
| 18.03.2021 | Trydent         | Sir Sicoma Monini Perugia          | 3:0 (25:21, 25:16, 25:23)              | Półfinał     |
| 24.03.2021 | Perugia         | Sir Sicoma Monini Perugia          | 2:3 (22:25, 17:25, 25:23, 25:17, 6:15) | Półfinał     |
| 01.05.2021 | Werona          | Grupa Azoty ZAKSA Kędzierzyn-Koźle | 1:3 (22:25, 22:25, 25:20, 26:28)       | Finał        |

## Liga Mistrzów w piłce siatkowej (2021/2022)
| Data       | Miejsce | Przeciwnik                         | Wynik                                                       | Runda        |
| ---------- | ------- | ---------------------------------- | ----------------------------------------------------------- | ------------ |
| 02.12.2021 | Perugia | Sir Sicoma Monini Perugia          | 0:3 (21:25, 18:25, 23:25)                                   | Faza grupowa |
| 16.12.2021 | Trydent | Fenerbahçe HDI Sigorta             | 3:0 (25:21, 25:22, 25:17)                                   | Faza grupowa |
| 13.01.2022 | Trydent | AS Cannes VB                       | 3:0 (25:13, 25:13, 25:13)                                   | Faza grupowa |
| 26.01.2022 | Stambuł | Fenerbahçe HDI Sigorta             | 3:0 (25:20, 25:18, 25:16)                                   | Faza grupowa |
| 10.02.2022 | Trydent | Sir Sicoma Monini Perugia          | 0:3 (18:25, 21:25, 23:25)                                   | Faza grupowa |
| 16.02.2022 | Cannes  | AS Cannes VB                       | 3:1 (25:23, 25:9, 27:29, 25:14)                             | Faza grupowa |
| 08.03.2022 | Trydent | Berlin Recycling Volleys           | 3:0 (27:25, 25:19, 25:22)                                   | Ćwierćfinał  |
| 16.03.2022 | Berlin  | Berlin Recycling Volleys           | 2:3 (21:25, 22:25, 25:9, 25:21, 13:15)                      | Ćwierćfinał  |
| 30.03.2022 | Perugia | Sir Sicoma Monini Perugia          | 3:2 (25:23, 19:25, 25:23, 28:30, 15:12)                     | Półfinał     |
| 07.04.2022 | Trydent | Sir Sicoma Monini Perugia          | 2:3 (25:21, 21:25, 25:16, 20:25, 13:15, (złoty set: 17:15)) | Półfinał     |
| 22.05.2022 | Lublana | Grupa Azoty ZAKSA Kędzierzyn-Koźle |                                                             | Finał        |

## Bilans spotkań
| Rozgrywki                  | Miejsce             | Liczba meczów | Zwycięstwa | Porażki | Sety    |
| -------------------------- | ------------------- | ------------- | ---------- | ------- | ------- |
| Puchar Top Teams 2004/2005 | Faza kwalifikacyjna | 3             | 2          | 1       | 7:3     |
| Liga Mistrzów 2008/2009    | 1                   | 12            | 12         | 0       | 36:5    |
| Liga Mistrzów 2009/2010    | 1                   | 12            | 10         | 2       | 33:13   |
| Liga Mistrzów 2010/2011    | 1                   | 8             | 6          | 2       | 20:10   |
| Liga Mistrzów 2011/2012    | 3                   | 12            | 9          | 3       | 32:11   |
| Liga Mistrzów 2012/2013    | 1/12 finału         | 8             | 7          | 1       | 23:5    |
| Liga Mistrzów 2013/2014    | 1/6 finału          | 10            | 7          | 3       | 21:12   |
| Puchar CEV 2014/2015       | 2                   | 12            | 11         | 1       | 34:13   |
| Liga Mistrzów 2015/2016    | 2                   | 12            | 10         | 2       | 34:11   |
| Puchar CEV 2016/2017       | 2                   | 10            | 8          | 2       | 25:8    |
| Liga Mistrzów 2017/2018    | 1/6 finału          | 10            | 5          | 5       | 24:18   |
| Puchar CEV 2018/2019       | 1                   | 10            | 10         | 0       | 30:4    |
| Razem                      | Razem               | 119           | 87         | 22      | 289:109 |